# Tiro esportivo nos Jogos Pan-Americanos de 1971
As competições de tiro esportivo nos Jogos Pan-Americanos de 1971 foram realizadas em Cali, na Colômbia. Doze eventos concederam medalhas, sendo todos masculinos.

## Medalhistas
Masculino
| Evento                                            | Ouro                                 | Prata                               | Bronze                   |
| ------------------------------------------------- | ------------------------------------ | ----------------------------------- | ------------------------ |
| Tiro rápido 25 m detalhes                         | Victor Castellanos GUA Guatemala     | Alirio Maya COL Colômbia            | Arturo Costa CUB Cuba    |
| Pistola 50 m detalhes                             | Bertino de Souza BRA Brasil          | Hershel Anderson USA Estados Unidos | Nelson Oñate CUB Cuba    |
| Pistola de fogo central 25 m detalhes             | Francis Higginson USA Estados Unidos | Hezekian Clark USA Estados Unidos   | Jules Sobrian CAN Canadá |
| Carabina três posições 50 m detalhes              | John Writer USA Estados Unidos       | Lones Wigger USA Estados Unidos     | Miguel Valdés CUB Cuba   |
| Carabina deitado 50 m detalhes                    | Victor Auer USA Estados Unidos       | Gilmour Boa CAN Canadá              | Alfons Mayer CAN Canadá  |
| Skeet detalhes                                    | Robert Schuehle USA Estados Unidos   | Anthony Rossetti USA Estados Unidos | Servilio Torres CUB Cuba |
| Tiro rápido 25 m por equipes detalhes             | CUB Cuba                             | COL Colômbia                        | USA Estados Unidos       |
| Pistola 50 m por equipes detalhes                 | USA Estados Unidos                   | CUB Cuba                            | VEN Venezuela            |
| Pistola de fogo central 25 m por equipes detalhes | USA Estados Unidos                   | CAN Canadá                          | CUB Cuba                 |
| Carabina três posições 50 m por equipes detalhes  | USA Estados Unidos                   | CUB Cuba                            | ARG Argentina            |
| Carabina deitado 50 m por equipes detalhes        | USA Estados Unidos                   | CUB Cuba                            | CAN Canadá               |
| Skeet por equipes detalhes                        | USA Estados Unidos                   | CUB Cuba                            | CHI Chile                |

## Quadro de medalhas
| Ordem | País               | Medalha de ouro | Medalha de prata | Medalha de bronze |    |
| ----- | ------------------ | --------------- | ---------------- | ----------------- | -- |
| 1     | USA Estados Unidos | 9               | 4                | 1                 | 14 |
| 2     | CUB Cuba           | 1               | 4                | 5                 | 10 |
| 3     | BRA Brasil         | 1               |                  |                   | 1  |
|       | GUA Guatemala      | 1               |                  |                   | 1  |
| 5     | CAN Canadá         |                 | 2                | 3                 | 5  |
| 6     | COL Colômbia       |                 | 2                |                   | 2  |
| 7     | ARG Argentina      |                 |                  | 1                 | 1  |
|       | CHI Chile          |                 |                  | 1                 | 1  |
|       | VEN Venezuela      |                 |                  | 1                 | 1  |
| TOTAL | TOTAL              | 12              | 12               | 12                | 36 |

## Ligação externa
- Jogos Pan-Americanos de 1971